# Helena de Boer
Helena Bonita de Boer (Sneek, 16 februari 1962) is een Nederlandse beeldend kunstenaar, schrijver, illustrator en dichter. Ze is de maakster van de Friestalige televisiekinderserie Bear Boeloe, die van 1995 tot en met 2020 op Omrop Fryslân te zien was. Verschillende afleveringen daarvan zijn ook in boekvorm verschenen, geïllustreerd door De Boer zelf.

## Achtergrond
Helena de Boer groeide op in Dokkum. Na de Havo en enkele jaren waarin ze onder andere vrijwilligerswerk verrichtte volgde ze de kunstacademie Vredeman de Vries in Leeuwarden, waar ze in 1992 afstudeerde in de richting Monumentale Vormgeving. Toen in 1994 de net ontstane televisie-afdeling van Omrop Fryslân bekendmaakte een programma voor kleine kinderen te willen maken, stuurde ze een proefaflevering in. Zo ontstond de serie Bear Boeloe ("Beer Boeloe"), waarvan de eerste aflevering op 2 januari 1995 werd uitgezonden. In 2007 kondigde De Boer aan geen nieuwe afleveringen meer te willen maken, omdat ze zich op andere activiteiten wilde richten. Sindsdien geeft ze in haar atelier in Edens tekencursussen en -workshops, gebaseerd op esoterische, religieuze en filosofische thema's.

## Bear Boeloe
Voor haar tekenfilmserie koos De Boer als hoofdpersoon een beer, omdat de meeste kinderen daar dol op zijn. De naam Boeloe mocht ze gebruiken van een meisje in Leeuwarden, dat haar eigen speelgoedbeer zo had genoemd. De verhalen over Bear Boeloe gaan over de gelukkige en soms minder gelukkige dingen die in een mensenleven kunnen voorvallen en zijn bedoeld als een eenvoudige afspiegeling daarvan. De hoofdpersoon, Bear Boeloe, die op Schiermonnikoog woont, is een wat dommige beer, die af en toe van mening is dat hij het erg met zichzelf getroffen heeft. Zijn tegenpool is Sipke de Stikelbaarch ("Sipke het Stekelvarken"), die alle eigenschappen heeft die Boeloe mist: hij is slim, snel en schrander. Een derde hoofdfiguur is Janny de Poes, die commentaar levert op de handel en wandel van Boeloe en Sipke. Daarnaast zijn er nog enkele figuren die incidenteel meedoen.
Iedere aflevering zoals uitgezonden op Omrop Fryslân is opgebouwd uit zes tot acht tekeningen. De bedoeling is dat de stilstaande beelden letterlijk en figuurlijk een rustpunt scheppen te midden van alle druk bewegende beelden waarmee kinderen in andere televisieprogramma's worden geconfronteerd. Dat de serie aansloeg blijkt uit het feit dat op 21 april 2004 de 500-ste aflevering werd uitgezonden. Toch was er op de serie ook enige kritiek: de verhaaltjes zouden "te braaf" zijn en kinderen onvoldoende voorbereiden op het "razende tempo" van de hedendaagse visuele media.
Verschillende afleveringen van Bear Boeloe zijn vertaald in het Wiringhiirder Fries, het Mooringer Fries en het Sölring.
In 2020, toen het programma 25 jaar bestond, besloot Omrop Fryslân geen nieuwe afleveringen van Bear Boeloe meer te produceren. Er waren toen 785 afleveringen gemaakt.

## De Boer als schrijfster
Tussen 1995 en 2004 is een aantal verhalen over Bear Boeloe bij de Afûk in boekvorm verschenen, geïllustreerd door De Boer zelf. Ook hiervan zijn enkele in andere Friese dialecten vertaald. In 2002 publiceerde De Boer Maar die grijze klei, een bundel Nederlandstalige gedichten. Drie jaar later volgde De tredde doar ("De derde deur"), een sprookjesachtig jeugdboek dat over heksen handelt. Beide boeken werden door haarzelf van tekeningen voorzien.

## Publicaties

#### Bear Boeloe
- 1995: Bear Boeloe en de jonge poeskes
- 1997: Bear Boeloe, oer hoopkes en húskes
- 1999: Bear Boeloe, fûgeltsjes
- 2002: Bear Boeloe, lytse poppe
- 2004: Bear Boeloe, broerke

#### Ander werk
- 2002: Maar die grijze klei (gedichtenbundel, in het Nederlands)
- 2005: De tredde doar (jeugdboek)

- Digitale Bibliotheek voor de Nederlandse Letteren: boer005
- Nederlandse Thesaurus van Auteursnamen: 142206458
- RKD-Nederlands Instituut voor Kunstgeschiedenis: 242638
- Virtual International Authority File: 5839706